# Château Cantelmo-Caldora
Ne doit pas être confondu avec Château Cantelmo ou Château ducal Cantelmo.
Le château Cantelmo-Caldora est un château situé dans la ville de Pacentro, province de L'Aquila, dans les Abruzzes.